# Cleobury Mortimer
Cleobury Mortimer est une ville et une paroisse civile du comté de Shropshire, en Angleterre.
C'est l'une des plus petites villes du comté, elle a reçu sa charte de ville de marché en 1253.

## Population
Cleobury Mortimer comptait une population de 3 036 habitants au recensement de 2011.